# Печорский диалект коми языка
Печорский диалект — одно из наречий коми-зырянского языка. Распространён среди печорцев, субэтноса коми, проживающих по реке Печоре, от деревни Медвежская до деревни Мамыль, а также по рекам Илыч, Когель, Подчерье, Северная Мылва и Щугор. Относится к группе эловых диалектов. Был выделен финским учёным Юрьё Вихманном в начале XX века.

## Лингвистическая характеристика

### Фонетика
В идиоме одновременно существуют черты среднесысольского и верхневычегодского диалектов. В непервых слогах слова не прослеживается единообразие в употреблении гласных ы(и) и ӧ(э). Вместо -йт употребляется -ть (воть вместо войт — «капля»), однако -йт можно встретить в глаголах, заимствованных из русского языка (купайтны — «купать»). Поскольку диалект является эловым, л сохраняется во всех частях слова (тулсол — «весенний», вэтлыллыны — «ходить, хаживать»). На стыках суффиксов, начинающихся с гласных, и основ, оканчивающихся на согласные, встречаются вставочные согласные й, м, к, т (пулйӧн — «брусникой», ошкыс — «этот медведь», унмыс — «сон его», гластыд — «мелодия приятная»). На стыке морфем, между двумя гласными (после у, о и ы), вставляется в (йуван ва — «питьевая вода»).

### Морфология
Основа послелога часто опускается в случаях, когда существительное сочетается с послелогом в вступительном и местном падежах (Поскад (вместо пос дорад) олис стӧрӧж пыдьдьи — «Он был сторожем моста»). Сравнительная степень наречий и прилагательных образуется с помощью суффикса -жык (-джык) и слов йэшшӧ на (буржык — «добрее», йэшшӧ на мича — «ещё красивее»). В составных числительных от семидесяти между десятками и единицами или между сотнями и десятками употребляется союз да (сё да комын — «сто тридцать»). Вместо местоимений сійӧ (он) и найӧ (они) для диалекта характерно использование сийа (сыа) и найа (наййас, найайас, нийа) соответственно. Некоторые послелоги отличаются от литературного коми-зырянского (ышта вместо ыджда — «величиной с», пӧлсын вместо пӧвстын — «среди кого(чего)-либо»).

### Лексика
В печорском диалекте содержится общий пласт лексики, но встречаются также характерные лишь для данного идиома слова (кап пыж — «маленькая плоскодонная лодка», киль — «лист», патрак — «шалаш»). Употребляются лексемы из южных диалектов (асылки — «утро», сулӧк — «полотенце»). Многие слова заимствованы из русского, хотя в других наречиях используется исконная лексика (сьвиркайтны вместо йугйавны — «сверкать», лутшмыны вместо бурмыны — «улучшаться»).